# Stana Katic
Stana Katic (Hamilton, 26 aprile 1978) è un'attrice canadese con cittadinanza statunitense, di origini serbo-croate.
È nota principalmente per i ruoli della detective Kate Beckett nella serie televisiva Castle (2009-2016) e dell'agente speciale Emily Byrne in Absentia (2017-2020).

## Biografia
È nata in Ontario da padre serbo e madre croata, entrambi emigrati dall'allora Jugoslavia. Trasferitasi con la sua famiglia, composta da altri quattro fratelli e una sorella, ad Aurora, nell'Illinois, Stana passa i successivi anni avanti e indietro tra il Canada e gli Stati Uniti. Dopo essersi diplomata alla West Aurora High School nel 1996, la Katic frequenta l'Università di Toronto e poi studia recitazione presso la DePaul University di Chicago, dal 2000 al 2002, e alla Beverly Hills Playhouse di Los Angeles.
In ambito televisivo Stana ha interpretato i ruoli di Hana Gitelman in Heroes, Collette Stenger nella quinta stagione di 24 e Simone Renoir nel film TV The Librarian 3 - La maledizione del calice di Giuda, mentre al cinema ha impersonato Jenny nel film Feast of Love con Morgan Freeman, Morgenstern nel film di Frank Miller The Spirit e Corrine Veneau in Quantum of Solace.
Nell'agosto del 2008 viene scritturata dalla ABC per il ruolo della detective Kate Beckett nella serie televisiva Castle, come co-protagonista accanto a Nathan Fillion; diventa così popolare in tutto il mondo, e riceve per due volte il People's Choice Awards tra il 2014 e il 2015. Sempre nel 2008 la Katic apre una sua compagnia di produzione, la Sine Timore Production. Nel 2011 doppia il personaggio di Talia al Ghul nel videogioco Batman: Arkham City.

## Vita privata
Oltre all'inglese, parla correntemente serbo-croato, sloveno, francese e italiano. Ha inoltre un'estensione vocale da mezzosoprano.
Nell'aprile 2015 si è sposata in una cerimonia privata con il fidanzato Kris Brkljac. Durante l'inverno del 2022 la coppia ha avuto un figlio.

## Filmografia

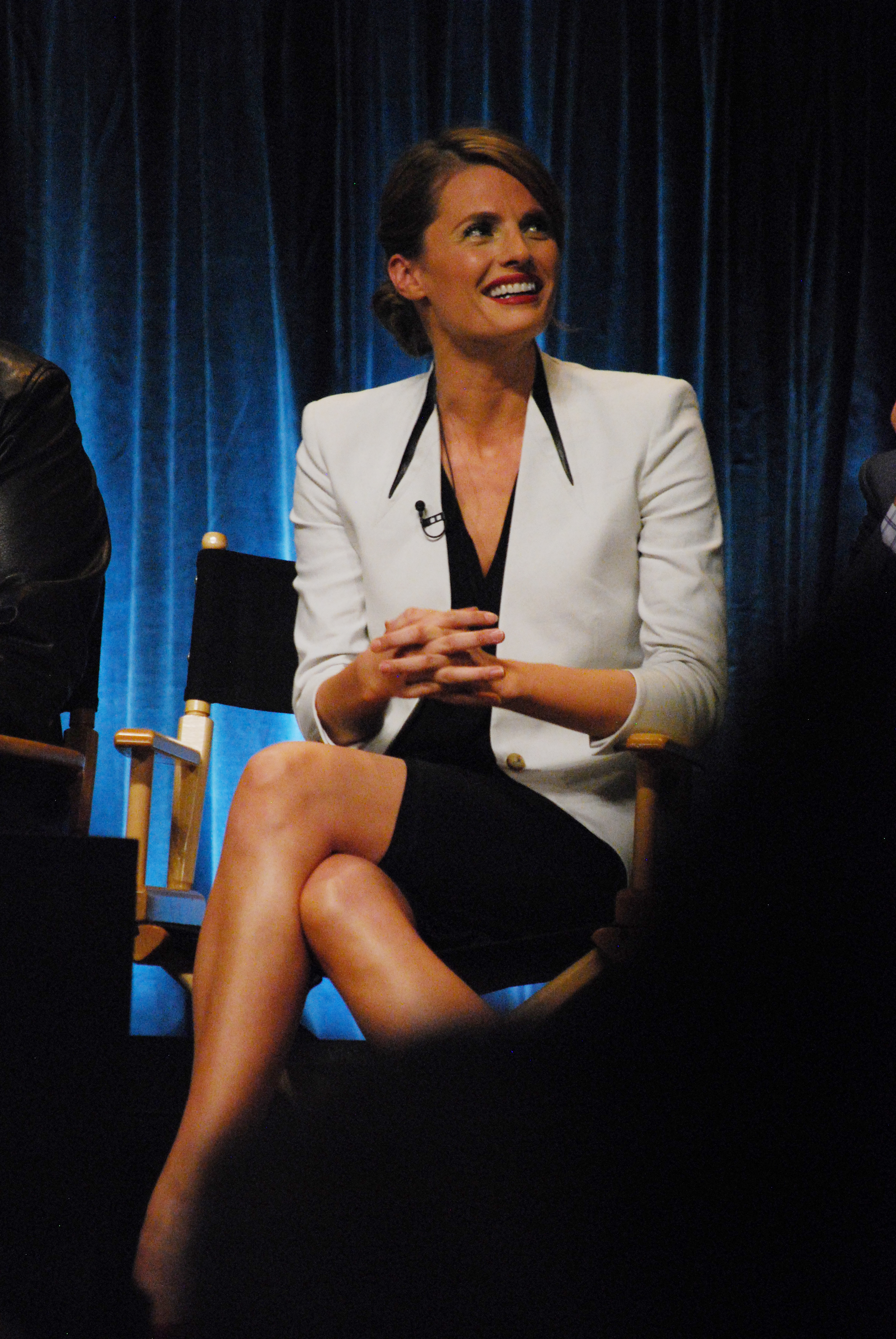
Stana Katic al Paleyfest 2012

### Attrice

#### Cinema
- Acid Freaks, regia di Philippe H. Bergeron (1999)
- Shut-Eye, regia di John Covert (2003)
- Pit Fighter, regia di Jesse V. Johnson (2005)
- Feast of Love, regia di Robert Benton (2007)
- Stiletto, regia di Nick Vallelonga (2008)
- Quantum of Solace, regia di Marc Forster (2008)
- The Spirit, regia di Frank Miller (2008)
- Truth About Kerry, regia di Katherine Torpey (2008)
- For Lovers Only, regia di Michael Polish (2010)
- The Double, regia di Michael Brandt (2011)
- Big Sur, regia di Michael Polish (2013)
- CBGB, regia di Randall Miller (2013)
- Sister Cities, regia di Sean Hanish (2016)
- The Rendezvous - Profezia mortale (The Rendezvous), regia di Amin Matalqa (2016)
- Lost in Florence - Un'estate a Firenze (Lost in Florence), regia di Evan Oppenheimer (2017)
- L'esorcismo di Hannah Grace (The Possession of Hannah Grace), regia di Diederik van Rooijen (2018)
- Le spie di Churchill (A Call to Spy), regia di Lydia Dean Pilcher (2019)

#### Televisione
- The Handler – serie TV, episodio 1x12 (2004)
- Alias – serie TV, episodio 3x15 (2004)
- Dragnet – serie TV, episodio 2x08 (2004)
- The Shield – serie TV, episodi 3x14-3x15 (2004)
- JAG - Avvocati in divisa (JAG) – serie TV, episodio 10x05 (2004)
- The Closer – serie TV, episodio 1x03 (2005)
- E.R. - Medici in prima linea (ER) – serie TV, episodi 12x04-12x05 (2005)
- Faceless, regia di Joe Carnahan – film TV (2006)
- Dragon Dynasty, regia di Matt Codd – film TV (2006)
- 24 – serie TV, episodi 5x13-5x14-5x15 (2006)
- Brothers & Sisters - Segreti di famiglia (Brothers & Sisters) – serie TV, episodio 1x01 (2006)
- Una spia per caso (Company Man) – serie TV, episodio 1x01 (2007)
- Heroes – serie TV, episodi 1x16-1x20 (2007)
- CSI: Miami – serie TV, episodio 6x05 (2007)
- The Librarian 3 - La maledizione del calice di Giuda (The Librarian: Curse of the Judas Chalice), regia di Jonathan Frakes – film TV (2008)
- Would Be King – miniserie TV, 2 episodi (2008)
- The Unit – serie TV, episodio 3x09 (2008)
- Castle – serie TV, 173 episodi (2009-2016) – Kate Beckett
- Absentia – serie TV, 30 episodi (2017-2020)
- Delitti e misteri a Gibsons (Murder in a Small Town) – serie TV, episodio 1x03 (2024)

### Doppiatrice
- Batman: Arkham City – videogioco (2011)
- Superman: Unbound, regia di James Tucker (2013)
- Justice Society: World War II, regia di Jeff Wamester (2021)

### Produttrice
- The Alternative Travel Project, regia di Sam Griffith – documentario (2010)
- ATP Chapter 1: One Day, regia di Stana Katic – documentario (2012)
- ATP Chapter 2, regia di Zachary Wright – cortometraggio (2013) - produttrice esecutiva
- Castle – serie TV, 22 episodi (2015-2016)

### Regista
- ATP Chapter 1: One Day – documentario (2012)

### Sceneggiatrice
- The Alternative Travel Project, regia di Sam Griffith – documentario (2010)

## Riconoscimenti
- People's Choice Awards
  - 2013 – Candidatura per la miglior attrice in una serie drammatica per Castle
  - 2014 – Miglior attrice in una serie drammatica per Castle
  - 2014 – Candidatura per la miglior alchimia sullo schermo (con Nathan Fillion) per Castle
  - 2015 – Candidatura per la miglior coppia della TV (con Nathan Fillion) per Castle
  - 2015 – Miglior attrice in una serie crime per Castle
- Prism Awards
  - 2012 – Miglior performance in una serie drammatica (con Jon Huertas) per Castle
- Satellite Award
  - 2009 – Candidatura per la miglior attrice in una serie drammatica per Castle
- TV Guide Magazine's Fan Favorites Awards
  - 2011 – Miglior coppia che dovrebbe essere (con Nathan Fillion) per Castle
  - 2012 – Miglior coppia della TV (con Nathan Fillion) per Castle
  - 2013 – Miglior coppia della TV (con Nathan Fillion) per Castle

## Doppiatrici italiane
Nelle versioni in italiano dei suoi lavori, Stana Katic è stata doppiata da:
- Sabrina Duranti in E.R. - Medici in prima linea, The Librarian 3 - La maledizione del calice di Giuda, Delitti e misteri a Gibsons
- Francesca Fiorentini in Castle, CBGB, Absentia
- Emanuela D'Amico in The Spirit, The Double
- Laura Facchin in CSI: Miami
- Rossella Acerbo in Quantum of Solace
- Irene Di Valmo in Feast of Love
- Laura Romano in Heroes
- Laura Lenghi in 24
- Marina Guadagno ne L'esorcismo di Hannah Grace

Come doppiatrice è sostituita da:
- Cinzia Massironi in Batman: Arkham City